# لويس تابان
كان لويس تابان (23 مايو 1788 - 21 يونيو 1873) إبطاليًا في نيويورك، عمل على تحقيق الحرية للأفارقة المستعبدين على متن لا أميستاد. كان تابان أيضًا من بين مؤسسي الجمعية التبشيرية الأمريكية في عام 1846، التي بدأت أكثر من 100 كنيسة أبرشانية مناهضة للعبودية في جميع أنحاء الغرب الأوسط، وبعد الحرب الأهلية الأمريكية، أسست العديد من المدارس والكليات للمساعدة في تعليم الرجال المعتقين.
بعد أن تواصل معه إلغائيو كونيتيكت بعد وقت قصير من وصول سفينة أميستاد إلى الميناء، ركز تابان بشكل مكثف على الأفارقة الأسرى. تكفل بالحصول على محامين رفيعي المستوى من أجل الأسرى، ما أدى إلى إطلاق سراحهم بعد إحالة القضية إلى المحكمة العليا للولايات المتحدة. مع شقيقه آرثر، لم ينَل تابان المساعدة القانونية والبراءة للأفارقة فحسب، بل تمكن أيضًا من زيادة الدعم العام وجمع الأموال. أخيرًا، نظم رحلة العودة إلى الوطن لإفريقيا من أجل أعضاء المجموعة الناجين.

## خلفية
لويس تابان شقيق السيناتور بنجامين تابان، والإبطالي آرثر تابان. كان والداه من الطبقة الوسطى أبرشانيين متشددين. بمجرد أن كان لويس كبيرًا بما يكفي للعمل، ساعد والده في متجر للبضائع الجافة. في عيد ميلاده السادس عشر، غامر في مجالات تجارية أخرى، وفي النهاية، أنشأ وكالة تجارية في عام 1841 في مدينة نيويورك. كانت الوكالة التجارية هي سلف لشركة دن أند برادستريت (دي أند بي) وخدمات الإبلاغ الائتماني الحديثة. (ما تزال دي أند بي قائمة اليوم.)
بعد أن أقنعه آرثر بقراءة سيرة ويليام ويلبرفورس، الذي قاد سبب الإبطالية في بريطانيا العظمى، بدأ تابان مهمته لإلغاء الرق في الولايات المتحدة. هو معروف بعمله لتحرير الأفارقة من السفينة الإسبانية أميستاد.

## سنوات الحرب الأهلية
في عام 1846، كان تابان من بين مؤسسي الجمعية التبشيرية الأمريكية (إيه إم إيه)، بقيادة وزراء مشيخيين وأبرشانيين، من البيض والسود على حد سواء. ربطت نشطاء مناهضين للعبودية في الشرق بأوهايو ونشطاء آخرين في الغرب الأوسط. بالإضافة إلى ذلك، تولت إدارة العديد من البعثات المتباينة: بعثة أوبرلين في أوهايو إلى شعب منطقة ريد ليك من الأجيبوي، وبعثة إلى جامايكا، وبعثة ميندي إلى أفارقة أميستاد، وبعثة للسود الهاربين الذين عاشوا في كندا. مع زيادة نفوذ الجمعية التبشيرية الأمريكية، وسعت نطاق مشاريعها. من بين تلك المشاريع، بدأت 115 كنيسة أبرشانية مناهضة للعبودية في إلينوي، بمساعدة وزراء مناهضين للرق مثل أوين لوفجوي هناك.
في عام 1858، كان تابان أمين صندوق الجمعية التبشيرية الأمريكية. تحت قيادة الرئيس لورانس برينرد، وتابان، والقس جورج ويبل أمين المراسلات الخارجية، والقس إس. إس. جوسلين أمين مراسلات بعثات الوطن، عارضت الجمعية التبشيرية الأمريكية مجلس المفوضين الأمريكيين للبعثات الأجنبية القوي وأيضًا جمعية التبشير الوطني الأمريكية بسبب تواطئهم مع العبودية كما زعمت الإيه إم إيه. خلال الحرب الأهلية الأمريكية وبعدها، عمل تابان وشقيقه آرثر من نيويورك مع الجمعية التبشيرية الأمريكية نيابة عن المعتقين في الجنوب. في جهود ما بعد الحرب، قادت تأسيس العديد من المدارس والكليات للمعتقين، وهي جامعات وكليات السود التاريخية (إتش بي سي يو).
لم يكن تابان راغبًا في تقليل التزامه بعمل الحكومة الأمريكية ضد العبودية في الولايات الجنوبية، لذلك استنكر تابان وغيره من الإبطاليين الراديكاليين السياسيين الحزب الديمقراطي باعتباره في الأساس مؤيدًا للعبودية. على الرغم من عدم الثقة في السياسيين، دعمت تابان مختلف الأحزاب المناهضة للعبودية التي بلغت ذروتها في تشكيل الحزب الجمهوري. في كل من 1860 و1864، صوت تابان لأبراهام لينكون.
دعم تابان إعلان تحرير العبيد لكنه اعتقد أن حريات إضافية كانت ضرورية. كتب إلى تشارلز سومنر: «متى سيكون للفقير الزنجي حقوقه؟ ليس بعد، أعتقد أنه لن يحدث حتى يكون لديه بندقية في يد وورقة اقتراع في اليد الأخرى».

## وصلات خارجية
- لويس تابان على موقع الموسوعة البريطانية (الإنجليزية)